# Orbite en boîte
En dynamique stellaire, une orbite en boîte est une orbite d'un type particulier qui peut être observée dans des systèmes triaxiaux, c'est-à-dire des systèmes qui ne possèdent pas de symétrie autour de leurs axes. Elle s’oppose aux orbites à boucles qui sont observées dans les systèmes à symétrie sphérique ou axiale.
Dans une orbite en boîte, l’étoile oscille de manière indépendante le long de trois axes différents tout en se déplaçant dans le système. Du fait de ce mouvement, elle rentre dans une région de l’espace qui a la forme (grossière) d’une boîte. À l’inverse des orbites à boucles, les étoiles avec une orbite en boîte peuvent se rapprocher à tout moment du centre du système. Si les fréquences d’oscillation dans différentes directions sont commensurables, l’orbite reposera sur une variété à une ou deux dimensions et peut éviter le centre. Ce phénomène se produit rarement et de telles orbites sont parfois appelées « boxlets ».[réf. nécessaire]
| Beginning of a box orbit     | Many cycles of a box orbit             | A closed box orbit          |
| Début d’une orbite en boîte. | Nombreux cycles d’une orbite en boîte. | Une orbite en boîte fermée. |